# 福岡市立東光中学校
福岡市立東光中学校（ふくおかしりつとうこうちゅうがっこう）は、福岡県福岡市博多区東光2丁目15番1号にある公立中学校。

## 態様
福岡市博多区北東部の市街のさなかにあり、この地を湾曲しながら北に流れる御笠川の東岸ほど近くに位置する。名の由来は存在地の地名（東光、現1丁目から2丁目まで）で、この地名は当校の北方にある古刹『東光院』に由来している。

## 交通
わずか西を国道385号が走り、わずか南の御笠川の対岸を川と平行して国道3号が走っている。最寄の鉄道駅は博多駅。

## 周辺
- 東福岡自彊館中学校・東福岡高等学校

東方に所在。
- 福岡市立東光小学校

南東に所在。
- 福岡市立堅粕小学校

西方、御笠川の対岸に所在。
- 東光院

福岡市指定史跡の境内を有する、最澄を開祖とする寺院。北方に存在。
- 飛來神社

少彦名命を祀る神社。北方に存在。
- 市営ニュー堅粕住宅

福岡市営による公営住宅のひとつ。北西に存在。
- 琴姫大明神

稲荷形式の小神社。市営ニュー堅粕住宅9号棟の至近に存在。

## 著名な卒業生
- 真璃子（歌手）
- 重盛さと美（タレント）
- 今泉敏郎（作曲家・編曲家）
- 芳昇幸司（元大相撲力士）